# Episodi de Il nostro amico Charly (quattordicesima stagione)
La quattordicesima stagione della serie televisiva Il nostro amico Charly è stata trasmessa in anteprima in Germania dalla ZDF tra il 26 settembre 2009 e il 2 gennaio 2010.
| nº | Titolo originale                | Titolo italiano               | Prima TV Germania | Prima TV Italia |
| -- | ------------------------------- | ----------------------------- | ----------------- | --------------- |
| 1  | Charly zieht um                 | Charly cambia casa            | 26 settembre 2009 |                 |
| 2  | Charly, der Schutzengel         | Charly, angelo custode        | 3 ottobre 2009    |                 |
| 3  | Alles eine Frage des Vertrauens | Una questione di fiducia      | 10 ottobre 2009   |                 |
| 4  | Charlys Schatz                  | I cucchiai del re             | 17 ottobre 2009   |                 |
| 5  | Bei Tag und bei Nacht           | Combinazione misteriosa       | 24 ottobre 2009   |                 |
| 6  | Einsatz für Charly              | Un impegno per Charly         | 31 ottobre 2009   |                 |
| 7  | Der letzte Ritt für Little Joe  | L'ultima corsa per Little Joe | 7 novembre 2009   |                 |
| 8  | Irrwege                         | L'anima gemella               | 21 novembre 2009  |                 |
| 9  | Tauschen und Täuschen           | Scambio e inganno             | 28 novembre 2009  |                 |
| 10 | In den Sternen                  | Mistero allo zoo              | 5 dicembre 2009   |                 |
| 11 | Charly und die Eisprinzessin    | La principessa del ghiaccio   | 12 dicembre 2009  |                 |
| 12 | Bruderzwist                     | Lite tra fratelli             | 19 dicembre 2009  |                 |
| 13 | Heiße Fracht                    | Specie protette               | 2 gennaio 2010    |                 |